# Aristide Faccioli
Aristide Faccioli (Bologna, 1848 – Torino, 28 gennaio 1920) è stato un ingegnere italiano, progettista, pioniere nel campo automobilistico ed aeronautico.

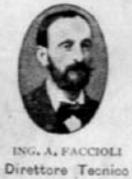
Ing. Aristide Faccioli

Il triplano Faccioli nel 1909

Si trasferì ancora giovane a Torino dove si laureò in Ingegneria al Politecnico.

## Biografia
Brevettò nel 1883 un motore a gas a doppio effetto. Nel 1891 conseguì la licenza per l'applicazione di motori ad idrocarburo su vetture e nel 1895 il brevetto per il perfezionamento di motori a quattro tempi.
Nel 1898 progettò la Welleyes, un'automobile con motore orizzontale a due cilindri costruita dalla Accomandita Ceirano di cui era il direttore tecnico.
Alla fondazione della Fiat nel 1899, che assorbì l'azienda di Giovanni Battista Ceirano, Faccioli ne divenne il primo direttore tecnico e modificando il precedente progetto realizzò il primo modello della casa torinese, la FIAT 3 ½ HP.
Successivamente progettò altri modelli, la Tipo 6 corsa, Tipo 8 e Tipo 10, fino alla rottura con l'azienda nel 1901, quando fu nominato direttore tecnico Enrico Marchesi.
Nel 1902 fondò a Torino l'azienda Ing. A. Faccioli & C. per la produzione di motori per automobili e marini. Nel 1905 produsse anche autoveicoli da 12, 16 e 24 hp e omnibus. L'anno successivo sciolse l'azienda e ne fondò un'altra, la Società Faccioli Ferro Rampone per la produzione di radiatori e per la messa a punto di motori, che liquidò due anni dopo, nel 1908.
Nel 1908 progettò lo S.P.A. Faccioli, il primo velivolo interamente italiano, un triplano realizzato dalla S.P.A. (Società Piemontese Automobili), di cui era diventato dipendente. Staccatosi da terra a 20 m d'altezza, il 13 gennaio 1909 all'Aeroporto di Venaria Reale, altre fonti indicano Mirafiori, Torino, pilotato dal figlio Mario Faccioli, per l'inesperienza del pilota finì distrutto in fase di atterraggio.
Morì suicidandosi a Torino nel gennaio del 1920, gettatosi dal terzo piano di via Giorgio Bidone 2, sua abitazione.
Nella ricorrenza del cinquantenario del primo volo dell'aereo progettato da Aristide Faccioli fu posta una targa, tuttora esistente, sul muro della fabbrica S.P.A. in corso Ferrucci 122 a Torino.